# Júgen
A júgen (japánul: 幽玄, Hepburn-átírással: yūgen) a 12. században gyökerező japán esztétikai kategória vagy eszmény, a műalkotásban (költeményben, nódrámában) megjelenő titokzatosság, bizonytalanság, borongó érzés, elegancia, a sejtetéses technika (s mint ilyen, a mono no avare, a szabi és a vabi rokona). „A júgen nem más, írja Zeami, mint mikor a tenger hullámain hánykolódó csónakban ülve figyeljük a felhők mögé húzódó vadludak röptét.” Vagy, ahogyan a 12. századi Fudzsivara no Tosinari mondta, mint mikor az őszi holdról szóló versből kihalljuk a szarvas bőgését. A júgen jelzőként a középkori japán költészetben a versek mély, gazdag lelkivilágával és a világfájdalom érzésével, a költőnek a világtól való elvágyódásával hozható kapcsolatba. Ugyanakkor kritikaként, negatív minősítésként is megjelenik azoknál az alkotásoknál, amelyek homályos, misztikus kifejezésmódukkal tulajdonképpen csak azt próbálták leplezni, hogy a költő adott pillanatban nem volt képes mély szellemiséget megjeleníteni a versben.